# Димфна
Святая Димфна (лат. Dymphna, также встречаются написания Dympna, Dimpna, Damhnait), в православной традиции Димфна Гелская — ирландская святая, почитаемая в католицизме и православии. По преданию, она жила в VII веке и была дочерью языческого ирландского короля и его жены-христианки: однажды отец после смерти своей супруги возжелал собственную дочь, однако Димфна отказалась исполнять его требования, за что и была казнена. В промежуток между 620 и 640 годами она была прославлена как мученица. Почитается в римско-католической церкви как покровительница людей, перенесших психические расстройства или пострадавших от семейного насилия, а также всех психиатров, психологов и нейрохирургов.
Жизнеописание святой Димфны составил в XIII веке служитель церкви святого Обера Авраншского из архиепархии Камбре, которое утвердил епископ Камбрейский Ги I де Лаон. Автор утверждал, что его работа основана на устных сказаниях и легендах о чудесных исцелениях людей, страдавших от душевных расстройств. Легенда характеризуется исследователями как одна из вариаций известного в народном творчестве мотива — попытки отца жениться на собственной дочери.

## Жизнеописание
Согласно христианским источникам, Димфна родилась в VII веке в Ирландии на территории современного графства Монахан. Отец — король Дамон, ревностный язычник, правивший на территории Айргиаллы, мать — верующая христианка. В раннем детстве Димфна по настоянию матери тайно приняла крещение и была отправлена учиться у духовника, святого отца Гереберна (англ. Gerebern): под его руководством девочка освоила грамоту и Закон Божий. В возрасте 14 лет она приняла обет целомудрия, решив посвятить свою жизнь служению Христу. Позже мать Димфны скончалась, а Дамон после смерти своей супруги был настолько безутешен, что тронулся рассудком. Его слуги посоветовали ему вступить во второй раз в брак, однако он не мог найти женщину, которая была такой же красивой, как и его почившая супруга. Со временем Дамон обратил внимание на собственную дочь, которая внешне была очень похожа на мать, и вознамерился жениться на ней. Узнавшая о нечестивых намерениях отца Димфна вместе с отцом Гереберном, королевским шутом и супругой шута бежала на континент, сев на корабль и приплыв в Антверпен.
Одна из легенд утверждает, что Димфна поселилась в брабантской деревне Гел недалеко от часовни святого Мартина Турского, где жила со спутниками как отшельники. По другой легенде, Димфна не вела отшельнический образ жизни, а построила в Геле странноприимный дом для всех бедных и больных, проживавших в окрестностях. Позже Дамон и его слуги выследили Димфну и её спутников, прибыв в Гел: один из трактирщиков, угощая людей короля, не взял от них деньги, поскольку не мог их разменять. Дамон решил, что тот факт, что деревенский трактирщик знал о чужеземных деньгах, не является совпадением, и предположил, что подобные монеты уже побывали в руках трактирщика. Люди Дамона сузили круг поисков до этого района и вскоре нашли Димфну и её духовника возле часовни святого Мартина. Дамон потребовал от своей дочери вступить с ним в брак, а Гереберн осудил короля за попытку совершить подобный грех. Не желая запятнать себя непосредственным совершением убийства духовника, король приказал своим стражникам обезглавить Гереберна, а затем снова обратился к Дамфне с требованием вернуться в Ирландию и готовиться к свадьбе, но та опять отказалась. Разгневанный Дамон после этого сам обезглавил свою дочь. Девушке на момент смерти было около 15 лет.
Смерть Димфны датируется промежутком между 620 и 640 годами: в этом же временном промежутке она была канонизирована как христианская мученица. Память святой Димфны и святого Гереберна празднуется 15 мая: их почитают не только в католицизме, но и в православии.

## Почитание и прославление

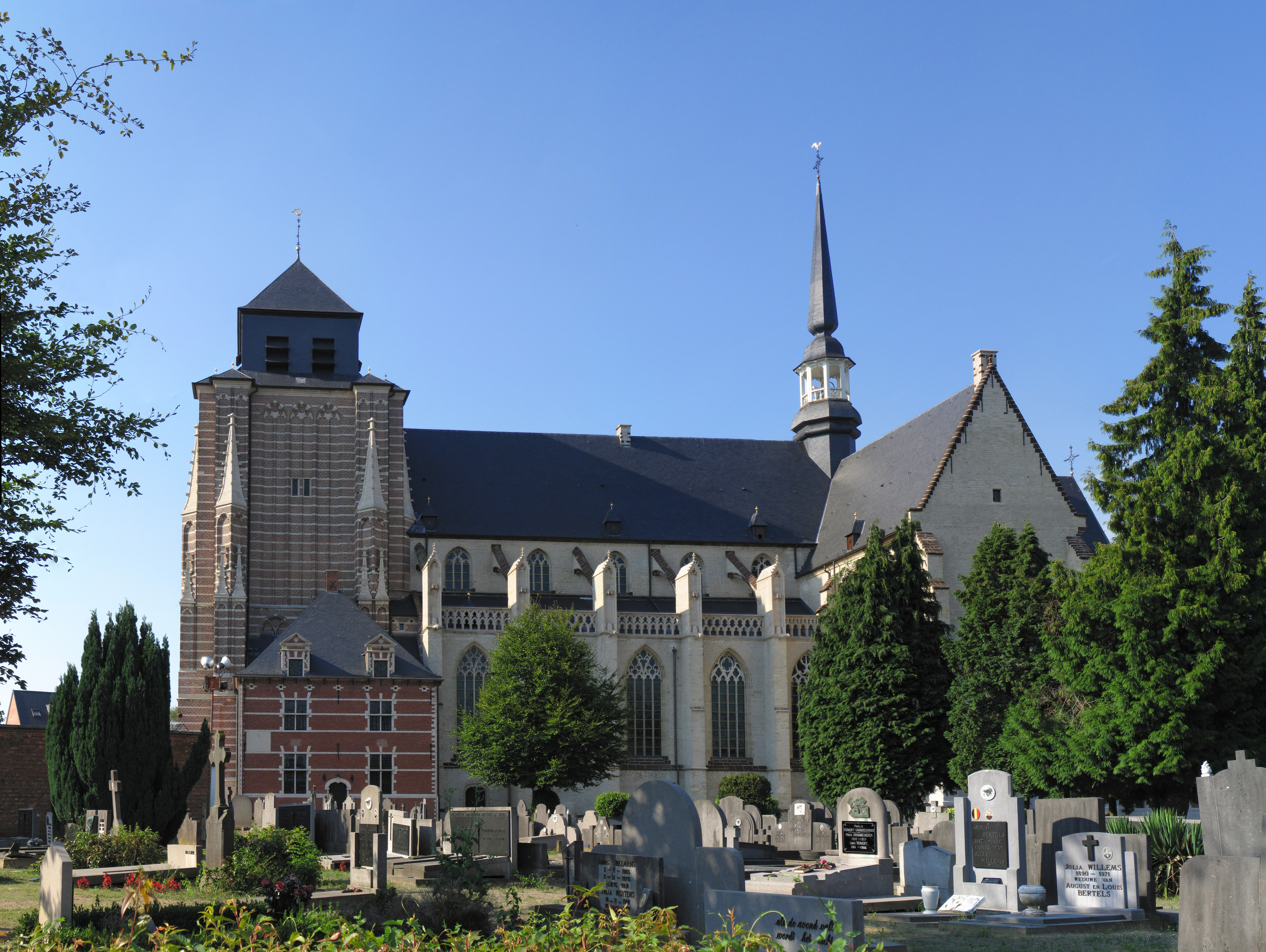
Церковь Святой Димфны в бельгийском Геле

### Захоронение останков
Некоторое время тела обезглавленных Гереберна и Димфны оставались лежать на месте трагедии, пока жители Гела не захоронили их в ближайшей пещере. В XIII веке жители нашли в пещере два старинных гроба с останками Димфны и Гереберна: в гробу, где лежали останки Димфны, находилась квадратная табличка красного цвета с надписью «Здесь покоится святая дева мученица Димфна». В 1349 году в честь Димфны в Геле была возведена церковь, где были установлены останки святой, скрытые в золотой раке. В 1489 году церковь сгорела дотла, а на её месте возвели и освятили новый храм в 1532 году: церковь стоит на том месте, где состоялось первое погребение Димфны, а останки покоятся в серебряной раке. Останки святого Гереберна перевезли в немецкий Ксантен. Спустя много веков по просьбе жителей Гела часть мощей была перезахоронена в усыпальнице в американском Массилоне (штат Огайо) при католическом храме Святой Марии.

### Покровительство
По христианским источникам, позже на месте мученической смерти Димфны и Гереберна стали совершаться чудеса: люди, страдавшие от многочисленных психических расстройств, начиная от эпилепсии и заканчивая одержимостью, после посещения этого святого места необъяснимым образом излечивались от своих недугов. Многие из этих чудес зафиксированы церковью преимущественно в XIII веке. Благодаря этому Димфна стала покровительницей людей, страдающих от разных психических заболеваний и расстройств. Ныне святая Димфна считается покровительницей всех людей, страдающих от эмоциональных переживаний и разных психических расстройств (замкнутость, паника, депрессия), жертв семейного насилия (в том числе жертв инцеста), а также психиатров, нейрохирургов и психологов; также она является покровительницей города Гел.

### Странноприимные дома
Позже сострадательные жители Гела стали чаще забирать к себе домой немощных, ухаживая за ними: тем самым было положено начало традиции об уходе за психически больными людьми. Пациентов никогда не называли пациентами в прямом смысле слова, а обращались с ними как с жителями города и даже членами семьи. Больные занимались преимущественно физическим трудом, а вскоре стали полноценными членами общества в Геле, осев в городе насовсем. В 1930-е годы в странноприимных домах Гела проживало более 4 тысяч человек. Одним из наиболее известных современных подобных заведений города является Лечебница святой Елизаветы, которую основали монахини Августинского ордена.

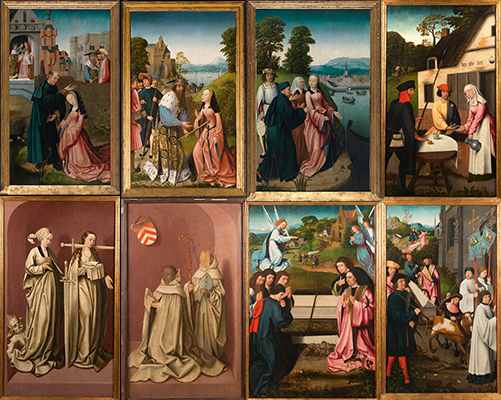
«Димфна», миниатюра авторства Госвина ван дер Вейдена, 1505 год

В городе Массиллон (штат Огайо, США) располагается Национальная усыпальница Святой Димфны при католической церкви Святой Марии. Ныне имя Димфны носит также школа для детей, страдающих от психических заболеваний, в городе Баллина (графство Мейо, Республика Ирландия). Школа работает под патронажем организации Western Care Association.

### Изображения

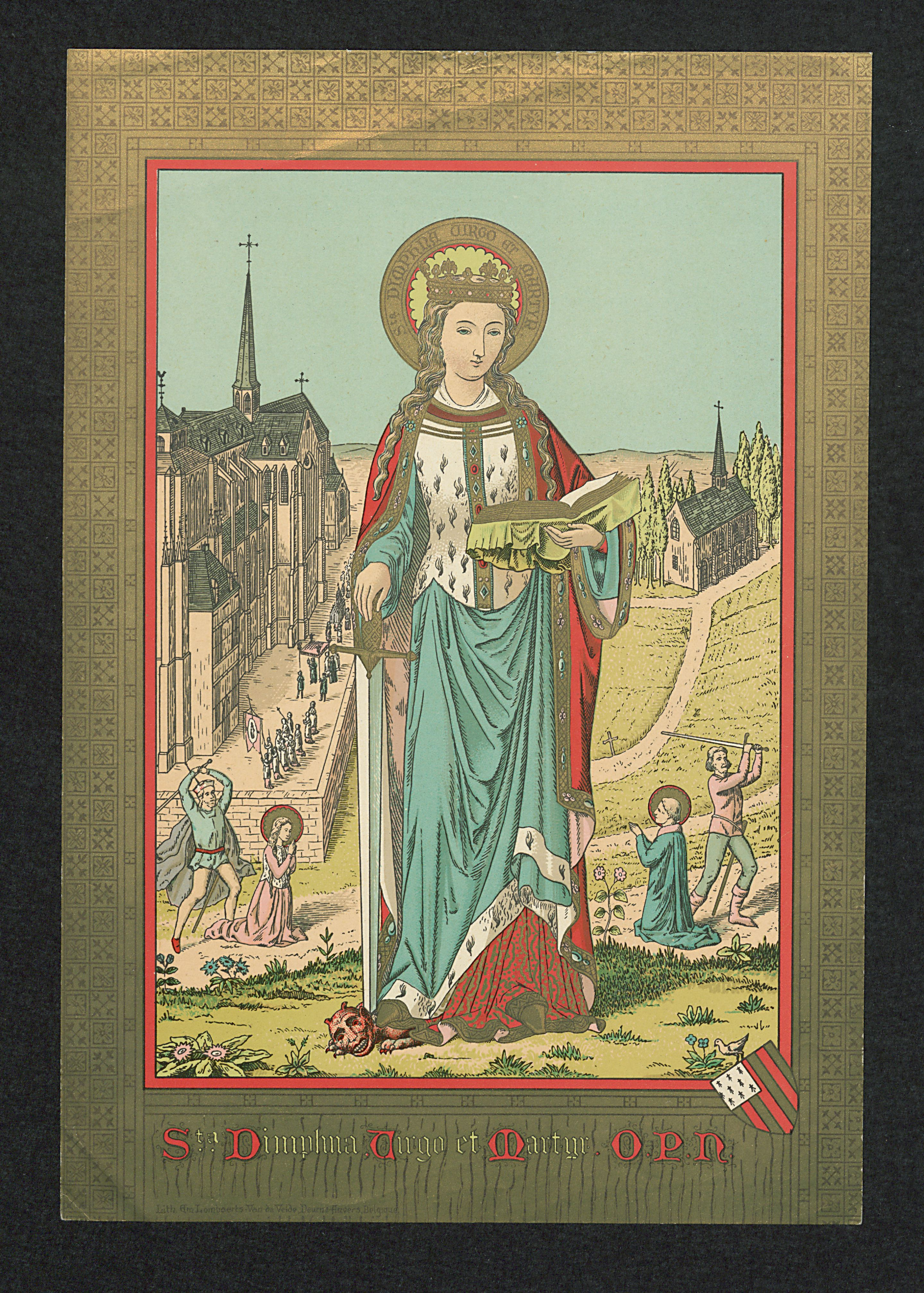
Святая Димфна. Литография (1920—1937)

Димфну называют Лилией Эйре (англ. Lily of Éire) за её благодетели. Она традиционно изображается с короной на голове, носит королевские одеяния из шубы горностая и держит в руке меч. Монументы и старинные витражи изображали её с мечом, поднятым вверх и приставленным к горлу демона, что символизировало борьбу Димфны со злом, однако в настоящее время она держит меч опущенным вниз как символ мученичества. Также её изображают с лампадой. В наши дни Димфна также изображается в зелёных и белых одеяниях, держа в руках книгу и белые лилии. Встречаются изображения, на которых Димфна держит в руке меч, а у её ног сидит закованный в кандалы бес.